# Giovanni Gentile (Physiker)
Giovanni Gentile jun. (* 6. August 1906 in Neapel; † 30. März 1942 in Mailand) war ein italienischer Physiker und Professor für theoretische Physik.

## Leben
Giovanni Gentile wurde 1906 als drittes von fünf Kindern des Philosophen Giovanni Gentile und dessen Frau Erminia Nudi geboren. Noch im selben jahr zog die Familie nach Palermo, wo Gentile aufwuchs. 1914 erhielt der Vater einen Ruf an die Universität Pisa, drei Jahre später nach Rom, wo Gentile das renommierte Liceo Tasso besuchte. 1923 begann er ein Mathematikstudium an der Scuola Normale Superiore di Pisa. 1925 schrieb er sich dann in Physik ein, besuchte aber weiter Kurse in der Mathematik. 1927 beendete er sein Studium mit Auszeichnung und ging für sechs Monate an die Universität Rom zu Orso Mario Corbino und war Assistent bei Enrico Fermi in Rom. Während dieser Zeit lernte er Ettore Majorana kennen und die beiden begannen eine intensive Freundschaft.
1929 gewann er ein Stipendium und durfte an das Berliner Institut für Theoretische Physik zu Erwin Schrödinger über dessen Theorien er zuvor schon publiziert hatte. Bei seinem Aufenthalt in Leipzig 1930/31 war er als Gastwissenschaftler bei Werner Heisenberg wo er mit Felix Bloch zusammen unter Beratung von Heisenberg eine grundlegende Arbeit über Festkörper-Magnetismus veröffentlichte. Ab 1931 war er Professor für theoretische Physik an der Universität Pisa und ab 1937 an der Universität Mailand.
1938 unternahm Gentile eine Studienreise in die Schweiz und nach Deutschland und besuchte Heisenberg, Walther Bothe, Peter Debye und Arnold Sommerfeld in München. 1941 wurde Gentile Mitglied des Istituto lombardo di scienze e lettere. Gentile starb 1942 überraschend an einer Sepsis, die Folge eines Zahn-Abszesses war. Gentile war mit der Kunsthistorikerin Maria Vincenza Bartalini verheiratet.

## Veröffentlichungen (Auswahl)

### Bücher
- Fisica nucleare. Edizioni Roma, Roma 1937
- Questioni classiche di fisica. G. C. Sansoni, Firenze 1937
- Ricordi di Giovannino. Giovanni Gentile junior nato il 6 agosto 1906 a Napoli, morto il 30 marzo 1942 a Milano. Officina Bodoni, Verona 1942
- Scritti minori di scienza, filosofia e letteratura (= Biblioteca del Leonardo. Bd. 26, ZDB-ID 412387-6). Sansoni, Firenze 1943

### Aufsätze
- Wechselwirkung zwischen einem H- und einem He-Atom und zwischen zwei He-Atomen. In: Zeitschrift für Physik. Bd. 63, Nr. 11/12, 1930, S. 795–802, doi:10.1007/BF01339276.
- mit Felix Bloch: Zur Anisotropie der Magnetisierung ferromagnetischer Einkristalle. In: Zeitschrift für Physik. Bd. 70, Nr. 5/6, 1931, S. 395–408, doi:10.1007/BF01339586.
- Motivi speculativi kantiani nella fisica moderna. In: Atti della Società Italiana per il Progresso delle Scienze. Contributo presentato in Occasione della XXIV Riunione della S.I.P.S. Palermo, 935 - XIII. 1936, ISSN 0371-0424, S. 3–6.
- Sui limiti dell’elettrodinamica ed i nuovi risultati sperimentali sulla radiazione cosmica. In: Rendiconti del Seminario Matematico e Fisico di Milano. Bd. 12, Nr. 1, 1938 - XVI, ISSN 0370-7377, S. 34–56, doi:10.1007/BF02923884.
- Sui limiti dell’elettrodinamica e i nuovi risultati sperimentali sulla radiazione cosmica. In: Il Nuovo Cimento. Bd. 16, Nr. 3, März 1939, doi:10.1007/BF02960271, S. 113–135.
- Sulla rappresentazione del gruppo di Lorentz e sulla teoria di Dirac dell’elettrone. In: Il Nuovo Cimento. Bd. 16, Nr. 4, April 1939, S. 181–190, doi:10.1007/BF02958745.
- Sulle equazioni d’onda relativistiche di Dirac per particelle con momento intrinseco qualsiasi. In: Il Nuovo Cimento. Bd. 17, Nr. 1, Januar 1940, S. 5–12, doi:10.1007/BF02960177.
- Osservazioni sopra le statistiche intermedie. In: Il Nuovo Cimento. Bd. 17, Nr. 10, Dezember 1940, S. 493–497, doi:10.1007/BF02960187.
- Per la teoria del modello vettoriale dell’atomo. In: Istituto Lombardo di Scienze e Lettere, Classe di Scienze Matematiche e Naturali. Rendiconti. Bd. 74, fasc. 1, 1940/1941, ZDB-ID 203797-x, S. 1–7.
- Sopra una supposta non validità del principio galileiano della composizione dei moti nella fisica atomica. In: Istituto Lombardo di Scienze e Lettere, Classe di Scienze Matematiche e Naturali. Rendiconti. Bd. 74, fasc. 1, 1940/1941, S. 1–4.
- Osservazioni sopra le statistiche intermedie. In: Istituto Lombardo di Scienze e Lettere, Classe di Scienze Matematiche e Naturali. Rendiconti. Bd. 74, fasc. 1, 1940/1941, S. 33–37
- Le statistiche intermedie e le proprietà dell’elio liquido. Rendiconti del Seminario Matematico e fisico di Milano XV, 1941 - XIX, S. 96–114, doi:10.1007/BF02938717.
- Sopra il fenomeno della Condensazione del gas di Bose-Einstein. In: Ricerca scientifica ed il progresso tecnico. Bd. 12, Nr. 3, März 1941, ZDB-ID 960504-6, S. 3–8.